# Crimson Glory
Crimson Glory — американская рок-группа из Сарасоты, основанная в 1979 году под названием Pierced Arrow (позднее переименована в 'Beowulf'). Будучи пионерами американского движения прогрессивного металла, Crimson Glory обрела международную известность в 1980-е годы и считалась одной из ранних «лидирующих групп прогрессивного металла» наряду с Queensrÿche и Fates Warning, ответственных за создание и развитие данного жанра. Crimson Glory выпустила четыре студийных альбома и один EP. Они распались в 1992 году, но решили вновь объединиться через шесть лет.

## История группы
Группа Crimson Glory была создана в Сарасоте, Флорида в 1979 году под названием Pierced Arrow (позднее название изменено на 'Beowulf').

## Состав
Текущий состав
- Jon Drenning — соло-гитара (1982–1992, 1998–настоящее время)
- Jeff Lords — бас-гитара (1982–1992, 1998–настоящее время)
- Ben Jackson — ритм-гитара (1982–1990, 1999–настоящее время)
- Dana Burnell — ударные (1986–1989, 2005–настоящее время)

Концертные участники
- John Zahner — клавишные (1989, 2011–настоящее время)

Бывшие участники
- Midnight — ведущий вокал (1983–1991, 2005–2007; умер в 2009)
- Ravi Jakhotia — ударные (1991–1992)
- Wade Black — ведущий вокал (1999–2005, 2007–2010)
- Steve Wacholz — ударные (1999)
- Jesse "Martillo" Rojas — ударные, перкуссия и вокал (2000, 2006–2007)
- Todd La Torre — ведущий вокал (2010–2012)
- David Van Landing — ведущий вокал (1991–1992; умер в 2015)

## Дискография

### Студийные альбомы
- Crimson Glory (1986)
- Transcendence (1988)
- Strange and Beautiful (1991)
- Astronomica (1999)

### Синглы
- "Dream Dancer" (1986)
- "Lady of Winter" (1988)
- "Lonely" (1988)
- "Promise Land" (1991 Atlantic Promo CD)
- "Song for Angels" (1991)
- "The Chant" (1991)

### Сборники
- Lost Reflections: The Best of Crimson Glory (2014)

### EP
- War of the Worlds (2000)